# Високе потпетице (филм)
Високе потпетице (шп. Tacones lejanos) је шпански филм из 1991. године. Филм је режирао Педро Алмодовар, који је написао и сценарио за филм. Премијерно је приказан у Шпанији, 23. октобра 1991. У Високим потпетицама је евидентан утицај филмова Јесења соната, Милдред Пирс, Имитација живота и Стела Далас. Филм је био у конкуренцији за Златни глобус у категорији најбољи филм ван енглеског говорног подручја, у којој је пак освојио француску награду „Цезар“.

## Заплет
Ребека једва чека да се види са мајком, коју није видела више од петнаест година. Беки дел Парамо се после вишегодишњег боравка у Мексику враћа у Шпанију, такође жељна да види кћерку. Чекајући мајку, Ребека се присећа свог несрећног детињства, када ју је мајка потпуно занемаривала зарад каријере и љубавних афера. Премда обе очекују да ће њихов однос коначно бити изглађен, ситуација се доста компликује када Беки види да је Ребекин муж, Мануел, њен бивши љубавник. Што је најгоре, Мануел се поново заљубљује у Беки и жели да се разведе од њене кћерке...

## Улоге
| Глумац            | Улога                 |
| ----------------- | --------------------- |
| Викторија Абрил   | Ребека                |
| Marisa Paredes    | Беки дел Парамо       |
| Мигел Босе        | Хуго, судија Домингез |
| Феодор Аткин      | Мануел                |
| Miriam Díaz Aroca | Исабел                |
| Anna Lizarán      | Маргарита             |
| Bibiana Fernández | Чон                   |
| Кристина Маркос   | Паула                 |